# Amanda (dokumentarfilm)
 For alternative betydninger, se Amanda. (Se også artikler, som begynder med Amanda)
Amanda er en dansk portrætfilm fra 1996 instrueret af Katrine Nyholm efter eget manuskript.

## Handling
"Nogle mennesker er lyse indeni, nogle er sorte. Jeg ved ikke engang selv, hvad jeg er indeni " det ved kun Gud!. Amanda er ni år. Hun spiller violin og har en meget flot stensamling. I Amandas verden er alt levende. Tingene er besjælede og skaber tryghed. Verden kan være svær at forstå og begå sig i. Ikke mindst, når man bor alene med sin mor og fire søskende. Men Amanda skaber sin egen verden, fabulerer sig til en plads i universet, der bliver helt hendes eget. Her råder hun, sætter i scene og skaber liv. Denne stille dokumentarfilm beskriver indfølt Amandas verden.